# Cubas de la Sagra
Cubas de la Sagra é um município da Espanha, na província e comunidade autônoma de Madrid. Tem 12,82 km² de área e em 2021 tinha 6 642 habitantes (densidade: 518,1 hab./km²). Limita com os municípios de Casarrubuelos, Griñón, Illescas, Serranillos del Valle, Torrejón de la Calzada e Ugena.